# شاندور بیرو

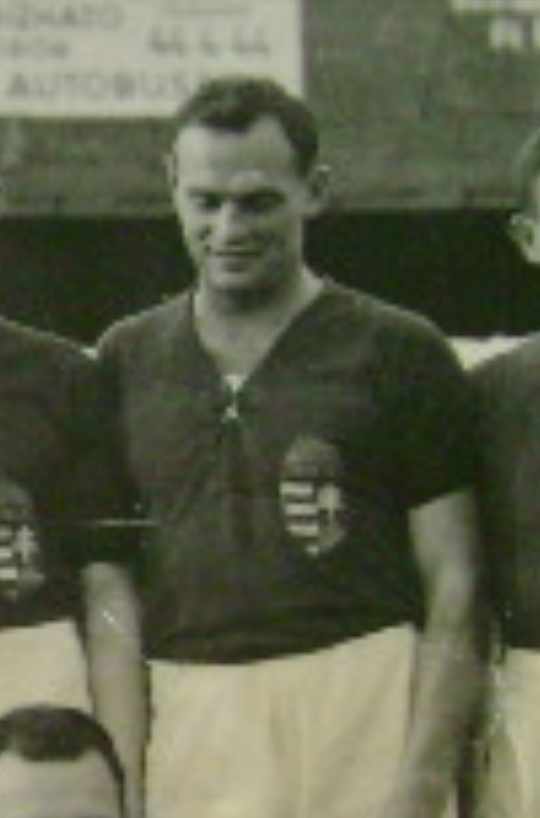
شاندور بیرو در لباس تیم ملی مجارستان

شاندور بیرو (مجاری: Sándor Bíró؛ ۱۹ اوت ۱۹۱۱ – ۷ اکتبر ۱۹۸۸) بازیکن فوتبال اهل مجارستان بود.
از باشگاه‌هایی که در آن بازی کرده‌است می‌توان به باشگاه فوتبال ام‌تی‌کی بوداپست، و باشگاه فوتبال ام‌تی‌کی بوداپست، اشاره کرد.
وی همچنین در تیم ملی فوتبال مجارستان بازی کرده‌است.